# Крузенштерн, Николай Фёдорович
Николай Фёдорович фон Крузенштерн (7 февраля 1854, Ревель — 5 апреля 1940, Германия) — военачальник русской императорской армии, генерал от кавалерии.

## Биография
Родился в семье лейтенанта флота (впоследствии вице-адмирала) Фридриха фон Крузенштерна.
В 1868—1870 годах учился в Кронштадтской гимназии, открытой 23 октября 1862 года и размещавшейся в здании 1-го учебного флотского экипажа. В службу вступил 12 августа 1870 года юнкером рядового звания в 1-е военное Павловское училище, которое окончил 17 июля 1872 года и был выпущен прапорщиком в лейб-гвардии Измайловский полк; с 13 апреля 1875 года — подпоручик.
Участвовал в русско-турецкой войне 1877—1878 гг. в качестве офицера для поручений при инженер-генерале Э. И. Тотлебене. По причине болезни был командирован в Санкт-Петербург на лечение; с 30 августа 1877 — поручик.
В 1878 году поступил в Николаевскую академию Генерального штаба, которую в 1881 году окончил по 1-му разряду; с 22 апреля 1881 года — штабс-капитан гвардии с переименованием в капитаны Генерального штаба.
По окончании академии был командирован за границу для обучения, слушал курсы военных наук в Берлине и Вене, принимал участие в манёврах. 
С 15 сентября 1881 — старший адъютант штаба 1-го армейского корпуса; с 18 декабря 1881 — обер-офицер для особых поручений при штабе корпуса; 27 февраля 1882 года переведён в 1-ю гвардейскую кавалерийскую дивизию — старшим адъютантом штаба.
С 14 августа 1886 года Н. Ф. Крузенштерн — обер-офицер для поручений при штабе войск Гвардии и Петербургского военного округа, а с 9 апреля 1888 года — штаб-офицер. С 24 апреля 1888 — подполковник.
Цензовое командование батальоном отбывал с 12 декабря 1891 по 8 января 1893 года в лейб-гвардии Измайловском полку. С 5 апреля 1892 года — полковник.
В 1894 году окончил курс Офицерской кавалерийской школы и вскоре, 8 июля 1895 года, был назначен начальником штаба 1-й гвардейской кавалерийской дивизии.
С 24 октября 1900 года командовал 11-м драгунским Харьковским полком; с 10 марта 1902 — генерал-майор. Был командиром 1-й бригады 4-й кавалерийской дивизии. С 3 февраля 1904 года — командир лейб-гвардии Уланского Его Величества полка. С 10 февраля 1906 года — командир 2-й бригады 2-й гвардейской кавалерийской дивизии. С 10 февраля 1907 года — начальник 1-й гвардейской кавалерийской дивизии. 31 мая 1907 года произведён в генерал-лейтенанты.
23 декабря 1910 года, назначен командиром 18-го армейского корпуса в составе 23-й и 37-й пехотных дивизий. 31 мая 1913 года, за отличие, произведён в генералы от кавалерии. Во главе корпуса участвовал в Первой мировой войне в составе 9-й армии генерала П. А. Лечицкого.
После того, как 6 сентября 1916 года он попал в автокатастрофу, был назначен членом Военного совета Российской империи и 4 октября 1916 года покинул действующую армию.
В 1918 году эмигрировал в Эстонию. Был почётным председателем общества «Белый крест», председателем Суда чести Общества взаимопомощи бывших военнослужащих в Таллине. В 1939 году был вынужден уехать в Германию. Умер в богадельне г. Свеце.

## Награды
- Орден святого Станислава 3-й степени с мечами и бантом (1878)
- Орден святой Анны 3-й степени (1884)
- Орден святого Станислава 2-й степени (1887)
- Орден святой Анны 2-й степени (1890)
- Орден святого Владимира 4-й степени (1894)
- Орден святого Владимира 3-й степени (1896)
- Орден святого Станислава 1-й степени (1905)
- Орден святой Анны 1-й степени (06.12.1910)
- Орден святого Владимира 2-й степени (06.12.1913)
- Орден святого Александра Невского с мечами (ВП 04.11.1914)